# 3934 Tove
3934 Tove este un asteroid din centura principală, descoperit pe 23 februarie 1987 de Poul Jensen.